# 政府顾问理事会
政府顾问理事会也常被称为「政府精英顾问团」、「国家元老理事会」或「国家耆老理事会」，是在2018年马来西亚大选首次政党轮替后，由新任马来西亚首相马哈迪·莫哈末于2018年5月13日成立的五人顾问团。
政府顾问理事会的成立目的和首要任务是为马来西亚联邦政府提供与经济和财政相关方面的建议和劝告，并协助联邦政府顺利落实希望联盟在选举竞选期间提出的「百日新政」竞选宣言和承诺，原定将会在「百日新政」后解散。
2018年8月17日，时任首相马哈迪·莫哈末表示政府顾问理事会将不会在原定的「百日新政」最后一天，即8月19日解散。政府顾问理事会主席达因·再努丁表示，政府顾问理事会已于「百日新政」的最后一天完成使命，并已就经济和财政相关领域事项提交多项报告给首相马哈迪·莫哈末，理事会成员也已返回到各自原先的岗位。

## 理事会成员
- 达因·再努丁

前马来西亚财政部长（1984—1991年），前马来西亚国会下议院议员（1982—2004年）。
- 佐摩孙达兰（英语：Jomo Kwame Sundaram）

马来西亚著名经济学家，曾于70到80年代在耶鲁大学和哈佛大学任教，曾在联合国经济及社会理事会担任助理秘书长，主要负责经济事务。
- 洁蒂·阿兹

第七任马来西亚国家银行总裁（2000—2016年），也是亚洲第一位女性国家央行行长，曾被评为「金融界最具影响力的女性」和「全球最佳央行总裁」。
- 郭鹤年

马来西亚首富，郭氏集团和香格里拉酒店集团创办人，拥有「亚洲糖王」之称。
- 哈山玛立肯（英语：Hassan Marican）

前马来西亚国家石油总裁（1989—2010年）。